# LAS:eR
LAS:eR ist ein Lizenz-Administrations-System für elektronische Ressourcen, also ein Electronic Resource Management System (ERMS), das unter Leitung des Hochschulbibliothekszentrums des Landes Nordrhein-Westfalen (hbz) im Rahmen eines DFG-Projekts auf Open-Source-Basis entwickelt wurde und herstellerunabhängig agiert. LAS:eR verwendet die offene Knowledgebase we:kb als Datengrundlage.
LAS:eR kann bundesweit genutzt werden zur Verwaltung elektronischer Ressourcen auf lokaler, regionaler (Konsortien, Verbünde) und nationaler Ebene (Konsortien, Verbünde, Allianz-Lizenzen, Nationallizenzen).
Das ERMS LAS:eR arbeitet u. a. mit NatHosting, EZB, ZDB und DBIS zusammen. In LAS:eR werden beispielsweise Besitzanzeigen, Lizenzdaten, Ansprechpartner, Nutzungsstatistiken, Archiv- und Hostingrechte, Zugangs- und Kosteninformationen sowie Kosten gespeichert. In der mit LAS:eR verknüpften we:kb sind dagegen Daten wie Titel, Pakete, Anbieter und Plattformen enthalten, also alle Daten, die bereits vor einer Lizenzierung vorliegen. Die we:kb wird von den Produktanbietern selbst gepflegt.